# Mate Vatsadze
Mate Vatsadze (georgiska: მათე ვაცაძე), född 17 december 1988 är en georgisk fotbollsspelare som för närvarande spelar för Dila Gori i Umaghlesi Liga. 
Vatsadze inledde sin karriär i huvudstadsklubben Dinamo Tbilisi där han började spela för klubbens andralag år 2004. I fem år, mellan 2005 och 2010, spelade han 96 matcher för A-laget och gjorde 42 mål innan han år 2011 värvades till ryska FK Volga Nizjnij Novgorod. Där spelade han i ett år innan han tidigt år 2012 värvades till Dila Gori, som inför säsongen tagit sig tillbaka till Umaghlesi Liga, Georgiens högsta division. 